# Jacques Urlus

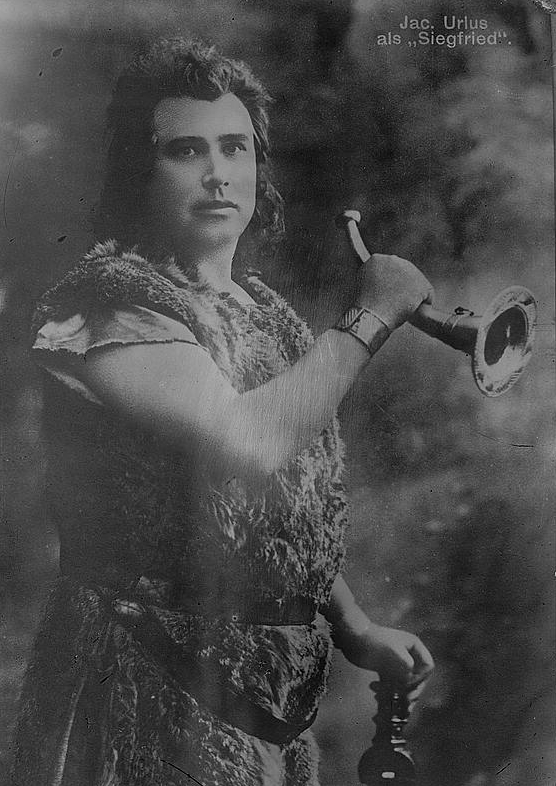
Jacques Urlus

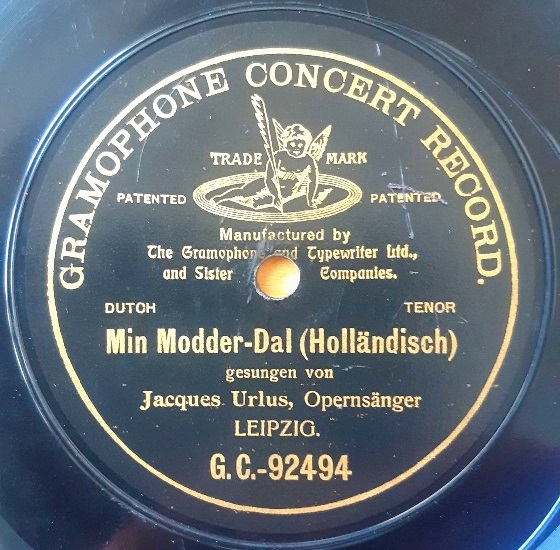
Schallplatte von Jacques Urlus (Berlin 1907)

Jacques Urlus, auch Jakob Urlus (* 6. Januar 1867 in Hergenrath bei Aachen; † 6. Juni 1935 in Noordwijk, Niederlande) war ein niederländischer Opernsänger (Heldentenor).

## Leben
Urlus wurde als Sohn niederländischer Eltern im damals deutschen Hergenrath geboren und wuchs im niederländischen Tilburg auf. Obwohl seine musikalische Begabung früh erkannt wurde, musste er sich seinen Lebensunterhalt zunächst als Arbeiter in einer Stahlfabrik verdienen und konnte das Angebot für ein Studium am Konservatorium in Brüssel nicht annehmen.
Deshalb war er eigentlich ein Autodidakt, als er am 20. September 1894 – mit immerhin schon 27 Jahren – in Amsterdam debütierte, wo er in den nächsten Jahren eine große Entwicklung machte. In den Folgejahren gastierte er zunächst an verschiedenen holländischen Opernhäusern und wurde besonders als Lohengrin bekannt.
1898 sang er erstmals als Gast in Deutschland – mehrere Aufführungen von Lohengrin und Tannhäuser am Opernhaus Hannover. Dies brachte ihm die Einladung ein, in Bayreuth Cosima Wagner, der Witwe des Komponisten und strengen Herrscherin über die Bayreuther Festspiele für ein Engagement im folgenden Jahr vorzusingen. Obwohl er hierfür extra seine Wagner-Rollen auf Deutsch lernte, wurde Urlus nicht engagiert.
Trotzdem gab er die Hoffnung nicht auf und lehnte sogar – obwohl inzwischen Vater von drei Kindern – ein sehr gut dotiertes Angebot der Frankfurter Oper für ein mehrjähriges Festengagement ab, weil der Vertrag keine Möglichkeit der Freistellung für die Zeit der Festspiele vorsah. Stattdessen kehrte er zunächst nach Holland zurück.
Von 1900 bis 1914 war er erster Tenor der Leipziger Oper, begann aber schon während dieses Engagements eine rege Gastspieltätigkeit in ganz Europa, unter anderem am Royal Opera House Covent Garden in London, in München, Wien und Berlin.
1911 und 1912 erfüllte sich doch noch Urlus’ Traum von den Bayreuther Festspielen.
Eine Serie von Aufführungen von Tristan und Isolde in Boston 1912 verschaffte Urlus einen Vertrag für die Metropolitan Opera in New York, wo er – ebenfalls als Tristan – am 9. Februar 1913 debütierte.
Der Abend wurde zum Skandal und zur Katastrophe für den Sänger, weil Urlus trotz einer schweren Erkältung auftrat und ihm im zweiten Akt die Stimme versagte, so dass er im dritten Akt nur noch stumm agieren konnte. Umso größer war der Triumph, als er drei Tage später – wieder gesund – als Siegfried auftrat. Bis 1917 blieb er der führende Wagner-Tenor der MET. Erst der Kriegseintritt der Vereinigten Staaten in den Ersten Weltkrieg beendete dieses Engagement, weil danach für mehrere Jahre insbesondere die Werke Wagners in den USA verpönt waren.
Urlus kehrte nach Leipzig zurück, von wo aus er aber weiterhin große Konzerttourneen unternahm, u. a. erstmals nach Skandinavien. Bis zum Ende seiner Karriere trat er regelmäßig in seiner niederländischen Heimat auf.
Die 1922 gegründeten Wagnerfestspiele an der Zoppoter Waldoper hatten in ihm eines ihrer großen Zugpferde, die es zu einer ernsthaften Konkurrenz für die Bayreuther Festspiele machten.
Erst mit 64 Jahren zog er sich endgültig von der Bühne zurück – aus Gesundheitsgründen, nicht weil seine Stimme es erfordert hätte.
Als Jacques Urlus vier Jahre später starb, trauerte ganz Holland um ihn wie um einen Nationalhelden und die restliche Opernwelt um einen ihrer beliebtesten Sänger.

## Bedeutung
Obwohl er ein sehr weitgefächertes Repertoire hatte, das den Evangelisten in der Matthäuspassion von Bach ebenso umfasste wie Haydns Jahreszeiten, Mozarts Tamino, italienische (spinto-)Partien wie den Manrico im Troubadour und den Radames in der Aida von Verdi, französische wie den Don José in Carmen und auch das gesamte deutsche Fach von Fidelio bis Freischütz, war er doch vor allem der führende Heldentenor seiner Zeit.
Dabei war er das Gegenstück zu den typischen schweren deutschen Heldentenören seiner Zeit, ein eleganter, intelligenter Sänger mit italienischer Gesangstechnik. Aufgrund dieser hervorragenden Technik behielt seine Stimme noch im fortgeschrittenen Alter ihren weichen Glanz und ihre Qualität, so dass sie selbst in den 1920er-Jahren, als der Sänger Mitte 50 war, noch frisch klang. Noch mit über 60 Jahren wurde er als Tristan gefeiert.
Heute gilt Urlus als einer der bedeutendsten Heldentenore des 20. Jahrhunderts.

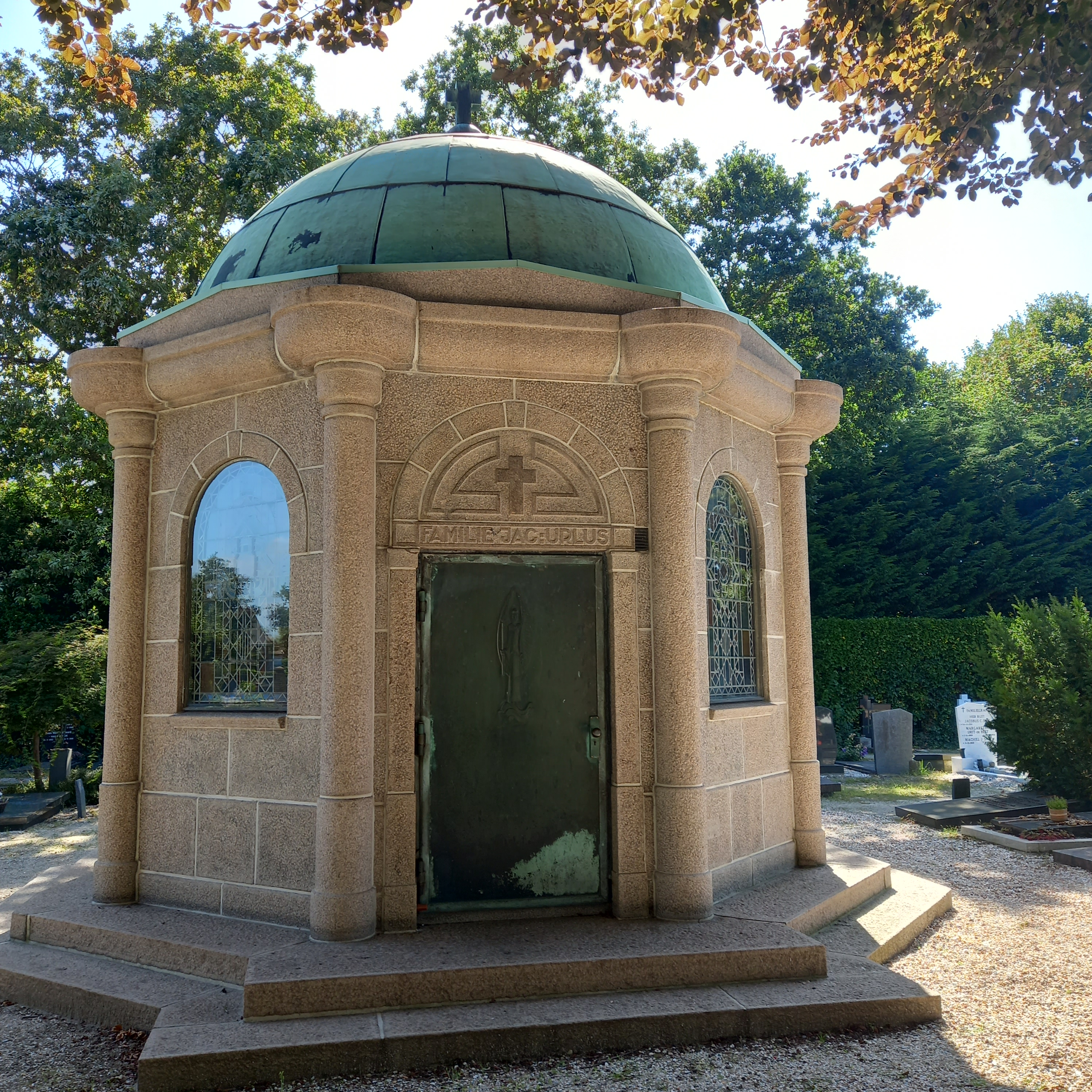
Das Mausoleum von Jacques Urlus auf dem katholischen Friedhof in Noordwijk

Erste Aufnahmen auf Pathé-Walzen (Amsterdam 1903), dann Platten der Marken G&T (Berlin 1907), Pathé (Berlin 1910), Gramophone (Berlin 1910–12), Edison (USA 1913–22), Grammophon (Berlin 1923) und Odeon (Berlin 1924 und 1927).